# Los evadidos
Los evadidos és una pel·lícula argentina de 1964, dirigida per Enrique Carreras, amb guió de Sixto Pondal Ríos i protagonitzada per Jorge Salcedo i Tita Merello, al costat d'un elenc de diverses figures destacades. Estrenada a Buenos Aires el 14 de maig de 1964. Guanyadora del Còndor de Plata a la millor pel·lícula de 1965. Va ser nominada a l'Os d'Or del Festival Internacional de Cinema de Berlín.

## Argument
La pel·lícula relaciona dos fets reals, encara que no van tenir lloc simultàniament: un gran i violent motí a la presó de Villa Devoto de Buenos Aires, que efectivament va tenir lloc el 1962, i les famoses fugues d'un conegut lladre de bancs, Jorge Eduardo Villarino, per les quals va rebre el malnom de "el rei de les fugues". Encara que els fets en la vida real no van succeir simultàniament, la pel·lícula relata la fuga de Villarino, anomenat a la pel·lícula Julio Velarde (Salcedo), aprofitant la confusió del motí.

## Al voltant de la pel·lícula
- Jorge Eduardo Villarino, va néixer a Buenos Aires el 19 de juny de 1931, encara que de vegades es diu erròniament que era uruguaià o paraguaià, a causa dels documents falsos que utilitzava. Va morir en 1999 a Itàlia, on estava complint una pena i on va ser enterrat.
- La pel·lícula registra una de les primeres aparicions en pantalla (abans s'havia presentat a la ràdio) de Minguito Tinguitella, conegut personatge interpretat per Juan Carlos Altavista.
- Tita Merello, va visitar en reiterades ocasions a Villarino a la presó per conèixer millor les característiques del seu personatge, la seva esposa en la ficció. Merello i Villarino es van fer amics i van mantenir la relació durant molts anys, arribant a mantenir-la els seus fills, quan la seva esposa va morir en un accident en la dècada de 1970. En sortir de la presó el 1975, Villarino va confondre l'amistat de Tita Merello i va pretendre seduir-la. Com a resposta ella mai més no el va tornar a veure.
- En el motí del penal de Devoto de 1962 van morir 11 guàrdies i 30 detinguts.
- Entre els habitatges on va viure Villarino es troba una ubicada a Bolivar 1128, al Barrio de San Telmo de Buenos Aires, antic habitatge palatí de la família Lanusse (Palau Lanusse). Al mateix edifici van viure també, el president Julio A. Roca, l'exgovernador de la província de Buenos Aires, Antonio Cafiero i la pintora Raquel Forner. Actualment és un punt turístic.

## Repartiment
- Jorge Salcedo (Julio Velarde)
- Tita Merello (Rosa, esposa de Velarde)
- Ubaldo Martínez (Don Jesús)
- Walter Vidarte (Florencio Sartori)
- Sergio Renán (Miguel Quinteros, àlies "Belindo")
- Jacinto Herrera (Negro Luna)
- Mario Lozano (Carroza Schuster)
- Marcela López Rey (Amelia)
- Rodolfo Onetto (Veí)
- Héctor Méndez (Parker 51)
- Elcira Olivera Garcés (Elvira)
- Guillermo Battaglia (Director)
- Isidro Fernán Valdez (Don Vicente)
- Mario Passano (Sacerdot)
- Nathán Pinzón (Don Benjamín Lener)
- Juan Carlos Altavista (Eusebio Carmona, àlies "Fetivamente")
- Luis Mottura (Don Florencio)
- Manuel Rosón (Félix)
- Juan Bono (Dr. Magariños)
- Daniel de Alvarado (Detingut)
- Norberto Suárez (Andrés)
- Aldo Mayo (Claudio)
- Giancarlo Arena
- Carlos Víctor Andris
- Rafael Chumbita
- Roberto Bordoni (Jutge)
- Oscar Pedemonti (Home al Jardí Zoològic)
- Luis E. Corradi
- Ricardo Greco

## Premis i nominacions

### Premis
- 1965. Premi Cóndor de Plata a la millor pel·lícula

### Nominacions
- 1964. Os d'Or